# Tim Sandberg
Tim Sandberg, född 8 maj 1990 i Stockholm, är en svensk professionell ishockeymålvakt som bland annat spelat för Djurgården Hockey. Från säsongen 2014/2015 spelar Sandberg i Södertälje SK.

## Bakgrund
Sandberg började spela hockey i Tyresö HK, men har sedan säsongen 2005-2006 spelat i Djurgårdens IF. Spelade med Stockholm i TV-pucken 2006. Från säsongen 2009/2010 kontrakterades han av Djurgården Hockey, efter tidigare tillhört Djurgården J20. Han var utlånad till Sundsvall Hockey säsongen 2010–2011. Inför säsongen 2012/2013 presenterade Örebro HK honom som sitt sista nyförvärv inför säsongstarten.

## Klubbar
- Djurgården Hockey (2009/2010-2011/2012)
- HC Vita Hästen (2009/2010) Utlånad från Djurgården Hockey
- IF Sundsvall Hockey (2010/2011) Utlånad från Djurgården Hockey
- Almtuna IS (2011/2012) Utlånad från Djurgården Hockey
- Mora IK (2011/2012) Utlånad från Djurgården Hockey
- Örebro HK (2012/2013-2013/2014)
- Södertälje SK (2014/2015-)